# Hindouisme et les autres religions
Dans le champ des religions comparées, certains ont cherché à découvrir des similarités entre l'hindouisme et d'autres religions. 
L'hindouisme a longtemps coexisté avec le bouddhisme et le jaïnisme (de traditions ascétiques), et plus récemment, avec le sikhisme, à l'intérieur du sous-continent indien. Par conséquent, ces traditions religieuses partagent nombre de termes et de concepts,  tels que le dharma et le karma.
Dans l'hindouisme, l'ouverture aux autres religions est très ancienne. Dans les écritures Purana, le Bouddha historique est décrit comme une incarnation (avatar) de Vishnou. Au XIXe siècle, les saints hindous Swâmi Râmakrishna et Vivekananda célèbrent la diversité religieuse, la tolérance et le pluralisme. 

## Hindouisme et christianisme
Voir aussi Christologie non chrétienne
Il y a eu quelques débats sur les liens historiques entre le christianisme et la religion indienne, bien que l'accent ait été mis sur le bouddhisme et le christianisme (via l'orthodoxie  et le bouddhisme),  plus que sur l'hindouisme proprement dit. Alors il est bien connu qu'un certain nombre de sages indiens ont visité Constantinople dans l'Antiquité classique, l'idée d'une influence significative et réciproque n'a jamais obtenu une large adhésion. L'étude de Jésus-Christ dans la mythologie comparée a porté sur Krishna en particulier. La krishnologie est un terme inventé pour faire ressortir des parallèles théologique entre la religion de Krishna et la christologie dans la théologie dogmatique. Une certaine littérature pseudo-scientifique postule que Jésus a voyagé en Inde après avoir survécu à sa crucifixion, à commencer par Nicolas Notovitch , ces théories ayant été relancées lors de la période d'ésotérisme des années 1980.
Il existe aussi des similitudes notables entre les théologie chrétienne et hindoue, plus particulièrement dans la représentation trinitaire de Dieu. La Sainte Trinité du christianisme, composée du Père, Fils et Esprit Saint, est parfois considérée comme étant à peu près analogue à la Trimūrti de l'hindouisme, dont les membres — Brahmâ, Vishnu et Shiva — sont considérés comme les trois principales manifestations de Brahman, ou Divinité. Dans l'hindouisme (ainsi que dans le jaïnisme et le sikhisme), le concept de Moksha est apparenté à celui du nirvana du bouddhisme, ainsi qu'à la doctrine chrétienne du salut.
Swami Tripurari stipule :
(...) En théorie, les pécheurs du monde entier sont les bénéficiaires du sacrifice du Christ, mais c'est pour le plaisir de Dieu le père que le Christ a subi la crucifixion, même si la joie du père, dans ce scénario, réside dans le salut des pécheurs. Le Christ représente l'intermédiaire entre Dieu et l'humanité, et sa vie illustre bien le fait qu'il est le sacrifice par lequel nous venons de rencontrer notre créateur. Ainsi, via le Christ, le Divin nous enseigne «la voie» plus que l'objectif. La conception du Christ représente "la voie" dans le sens où la voie est le sacrifice, d'où l'amour naîtra. La conception de Krishna représente ce pour quoi non seulement nous pouvons, mais devons nous sacrifier, contraint par les irrésistibles attributs de la Divinité, etc.qui y sont dépeints.  
La philosophie vedanta, depuis le XIXe siècle, a influencé certains penseurs chrétiens (voir aussi: Pierre Johanns, Abhishiktananda, Bede Griffiths).
En dehors de l'Inquisition de Goa, il n'y a aucune histoire de la conversion forcée d'hindous au christianisme. La déclaration Nostra Ætate établit officiellement le dialogue inter-religieux entre catholiques et hindous. Elle a promu des valeurs communes entre les religions. Il y a plus de 17,3 millions de catholiques en Inde, qui représente moins de 2 % de la population totale est la plus grande église chrétienne en Inde (voir aussi : la théologie dalit).
Le bouddhisme, l'hindouisme et le christianisme diffèrent sur les croyances fondamentales concernant le Ciel, l'Enfer et de la réincarnation, pour n'en nommer que quelques-unes. Du point de vue hindou, le Ciel (en sanskrit svarga) et l'Enfer (naraka) sont des lieux temporaires, où chaque âme doit vivre, que ce soit pour les bonnes actions faites ou pour leurs péchés commis. Après qu'une âme a souffert de sa punition en enfer, ou après qu'une âme a assez profité du paradis, elles reviennent à nouveau dans le cycle de la vie et de la mort. Il n'y a pas de concept d'un enfer « permanent ». Le cycle de karma prend le relais. Le paradis permanent ou la béatitude est « Moksha. 

## Hindouisme et bahaïsme
L'hindouisme est reconnu dans la foi bahá'íe comme l'un des neuf religions connues et ses écritures sont considérées comme prédisant la venue de Bahá'u'lláh (Kalki Avatar). Krishna est inclus dans la succession des manifestations de Dieu. L'authenticité des textes sacrés hindous est considéré comme incertaine.

## Hindouisme et bouddhisme
Le bouddhisme, tradition née au sein de l'hindouisme, en incorpora de nombreux éléments, comme les quatre buts de l'existence humaine ou pouroushârtha qui se trouvent articulés de façon légèrement différente et dénommé les « quatre facteurs de perfections ».
 (octobre 2016).
On ne doit pas cependant exagérer l'aspect « non-brahmanique » du bouddhisme ; dans Hindouisme et bouddhisme, Ananda Coomaraswamy écrit à ce propos :

« Il y a [dans le bouddhisme] un enseignement éthique pour les laïques, avec commandements et défenses sur ce qu'il faut faire ou ne pas faire, mais rien qui puisse être décrit comme une « réforme sociale » ou une protestation contre le système des castes. La distinction qui est faite à maintes reprises entre le « vrai Brâhmane » et le simple Brâhmane de naissance est celle qu'affirmaient déjà sans cesse les livres brahmaniques. (...) Ce n'est pas pour établir un nouvel ordre, mais pour restaurer un ordre ancien que le Bouddha est descendu du ciel. »

Ou encore, au sujet de l'anatman :

« Le char, avec toutes ses parties, correspond à ce que nous appelons notre soi ; il n'y avait pas de char avant que ses parties ne fussent assemblées, et il n'y en aura plus lorsqu'elles s'en iront en morceaux ; il n'y a pas de char en dehors de ses parties ; le « char » n'est qu'un nom, donné par convenance à un certain objet de perception, et qui ne saurait être pris pour une entité (sattwa). Il en est de même pour nous qui sommes, comme le char, des « assemblages ». (...) L'Arhat (...) a depuis longtemps dépassé toute croyance en une personnalité qui lui serait propre. Mais tout cela ne signifie pas – et il est dit nulle part – qu' « il n'y a pas de Soi ». Au contraire, il y a tels passages où, après le dénombrement des cinq constituants de notre « existence » évanescente et irréelle, l'on trouve, non pas la formule habituelle de négation, « ceci n'est pas mon Soi », mais le commandement positif : « Réfugie-toi dans le Soi », tout comme Bouddha dit l'avoir fait lui-même. (...) Naturellement, il est bien vrai que le Bouddha niait l'existence de l'âme ou du « soi » au sens étroit du terme (...), mais ce n'est pas cela (...) que nos lecteurs comprennent ; ce qu'ils veulent dire, c'est que le Bouddha niait le Soi Immortel, Sans naissance et Suprême des Upanishads. Et cela est d'une fausseté flagrante. Car [le Bouddha] parle souvent  de ce Soi (...), et nulle part aussi clairement que dans la formule répétée na mê so attâ, « ceci n'est pas mon Soi » dont l'exclusion porte sur le corps et les éléments de la conscience empirique. »